# ليام سميث (لاعب كرة قدم بريطاني)
ليام سميث (بالإنجليزية: Liam Smyth)‏ هو لاعب كرة قدم بريطاني في مركز الهجوم، ولد في 6 سبتمبر 2001 في المملكة المتحدة. لعب مع ستيفيناغ بوروه.

## وصلات خارجية
- ليام سميث (لاعب كرة قدم بريطاني) على موقع قاعدة بيانات كرة القدم.إي يو (الإنجليزية)
- ليام سميث (لاعب كرة قدم بريطاني) على موقع Soccerbase.com (لاعب) (الإنجليزية)